# Daniel Sáez Tomás
Daniel Sáez Tomás   (Almoradí, 10 de juny de 1985) és un pilot de motociclisme valencià que competeix en el Campionat d'Espanya, havent fet també algunes incursions al Mundial un cop obtinguts uns "comodins" (wild card) que li ho permeteren.

## Trajectòria al Mundial de motociclisme
Les primeres aparicions daten de la temporada de 2005, en què debutà a la categoria de 125cc amb una Aprilia. Després de disputar quatre curses, el seu millor resultat fou un 24è lloc en l'única ocasió en què va creuar la línia d'arribada.
Durant les tres temporades següents va córrer set Grans Premis (tots disputats a l'estat espanyol) en la mateixa categoria i amb la mateixa moto, sense aconseguir, però, puntuar-ne en cap.

## Resultats al Mundial de motociclisme[1]
| Any   | Categoria | Moto    | Curses | Victòries | Podi | Pole | Fast lap | Punts | Posició |
| ----- | --------- | ------- | ------ | --------- | ---- | ---- | -------- | ----- | ------- |
| 2005  | 125cc     | Aprilia | 4      | 0         | 0    | 0    | 0        | 0     | -       |
| 2006  | 125cc     | Aprilia | 2      | 0         | 0    | 0    | 0        | 0     | -       |
| 2007  | 125cc     | Aprilia | 2      | 0         | 0    | 0    | 0        | 0     | -       |
| 2008  | 125cc     | Aprilia | 3      | 0         | 0    | 0    | 0        | 0     | -       |
| Total |           |         | 11     | 0         | 0    | 0    | 0        | 0     |         |